# Канерштейн, Михаил Маркович
Михаил Маркович Канерштейн (26 июля [8 августа] 1902, Киев — 8 февраля 1987, Киев) — украинский советский дирижёр и музыкальный педагог.

## Биография
В 1915—1919 годах играл на скрипке в оркестре киевского театра Садовского. Учился в Киевском музыкально-драматическом институте имени Лысенко, который окончил по классу скрипки Наума Скоморовского (1924) и по классу симфонического дирижирования Николая Малько (1925). Одновременно с учёбой играл на скрипке в оркестре Киевского оперного театра, в 1924—1929 годах концертмейстер группы альтов. В летние сезоны 1926—1929 годов дирижировал курортным оркестром в Сосновке (ныне в черте города Черкассы). В 1929—1930 годах дирижёр Государственной украинской передвижной оперы.
В 1930 году возглавил оркестр, созданный при Киевском областном радиокомитете, и руководил им до 1935 года. В 1935 году после переноса столицы Украинской ССР из Харькова в Киев стал одним из дирижёров также переехавшего в Киев Симфонического оркестра Украинского радио, в 1937—1941 годах возглавлял его. Одновременно в 1938—1939 годах главный дирижёр Симфонического оркестра Одесской филармонии. В разные годы дирижировал также в Ленинграде и Москве (в частности, в 1935 году в Москве исполнял Первую симфонию своего соученика по классу Лятошинского Игоря Бэлзы).
В годы Второй мировой войны в эвакуации: в 1941—1943 годах в Свердловске преподавал в городской консерватории, затем в 1943 году доцент факультета военных дирижёров Московской консерватории.
В 1944 году вернулся в Киев, до 1949 года дирижёр Симфонического оркестра Киевской филармонии. Одновременно начал преподавать в Киевской консерватории и со временем сосредоточился преимущественно на педагогической работе, с 1973 года профессор, в 1980-е годы возглавлял отделение оперно-симфонического дирижирования. Среди его учеников Алексей Гуляницкий, Эдуард Серов, Владимир Кожухарь, Евгений Дущенко, Аллин Власенко, Роман Кофман, Олег Тимошенко, Лариса Бухонская, Феликс Комлев, Константин Ерёменко, Михаил Сечкин и другие. Канерштейну принадлежит учебное пособие «Вопросы дирижирования» (1965, второе издание 1972), использовавшееся во многих консерваториях СССР, составил также сборник статей «Вопросы дирижёрского мастерства» (укр. Питання диригентської майстерності; 1980).

## Семья
Сын — Александр Канерштейн, композитор, музыкальный педагог и пианист.

## Творчество
Михаил Канерштейн был видным пропагандистом современной украинской музыки. Под его руководством прозвучали премьеры Второй симфонии Льва Ревуцкого, Славянского концерта для фортепиано с оркестром Бориса Лятошинского, симфонической поэмы «Конашевич-Сагайдачный» Михаила Вериковского, «Степной поэмы» Михаила Скорульского, симфонической поэмы «Лилия» Георгия Майбороды; о Лятошинском и Рейнгольде Глиэре оставил мемуарные очерки.